# Templářské sklepy v Čejkovicích
Templářské sklepy v Čejkovicích jsou vinné sklepy v jihomoravské obci Čejkovice v okrese Hodonín. Jejich tradice sahá do raného středověku. Může se rovněž jednat o název firmy Templářské sklepy Čejkovice vinařské družstvo, jehož adresa je Na Bařině 945, Čejkovice.

## Historie
Vinné sklepy v Čejkovicích založili rytíři templářského řádu, o kterých je zde první písemná zmínka z roku 1248, přišli sem však již ve 30. letech 13. století. Ti si zde vybudovali svou komendu (dnes čejkovický zámek) a následně i rozsáhlé sklepy – největší na tehdejším území Zemí koruny české.
Templáři byli velmi schopní pěstitelé vinné révy. Po nich čejkovické panství vlastnilo mnoho dalších, mezi nimi např. páni z Lipé, Prusinovští z Víckova, jezuitský řád či Habsburkové, respektive České království v osobě císaře Josefa II.

## Současnost
V současné době slouží Templářské sklepy ke zrání 500 000 litrů vín vlastní výroby v dubových sudech v historických prostorách sklepení, dalších více než 6 000 000 litrů vín je uskladněno v nových halách nad templářskými sklepy. V novodobé historii bylo první vinařské družstvo znovu založeno v roce 1936 a v současné době v Čejkovicích od roku 1992 působí společnost s názvem Templářské sklepy Čejkovice, vinařské družstvo. V historických sklepech se pořádají prohlídky a degustace 